# Tienchi Martin-Liao
Tienchi Martin-Liao (Nanjing, Xina, 1947) és una traductora, editora i activista xinesa.
Ha dedicat la seva vida a la defensa dels drets humans i la llibertat d'expressió a la Xina. Nascuda a Nanjing, s'educà educada a Taiwan i a Alemanya, on viu des dels anys setanta. Graduada en Literatura anglesa per la Universitat Nacional de Taiwan, va començar a treballar en el “think tank” Institut d'Afers Asiàtics (Institut für Asienkunde) d'Hamburg, i entre 1985 i 1991 va ser professora de xinès i literatura xinesa a la Ruhr-University de Bochum. Des del 1991 i fins al 2001 va ser la directora del Centre Richard-Wilhelm de Recerca per la Traducció. L'any 2000 va deixar Alemanya i el món acadèmic i començà a treballar a la Laogai Research Foundation (LRF), una ONG amb seu a Washington DC que documenta l'estat, localització i proliferació dels camps de treball de presoners (en xinès, “laogai”) a la Xina. Va estar a LRF fins al 2009. Ha estat la presidenta del Centre PEN Xinès Independent (Independent Chinese PEN Center – ICPC) entre el 2009 i el 2013, i entre el 2016 i el 2020. Ha donat suport a la democràcia global i, des del 2020, és assessora de la xarxa internacional "Democracy Without Borders" ("Democràcia sense frontere").
Martin-Liao ha escrit i traduït nombrosos llibres sobre temes culturals i socials xinesos, apareixent en mitjans dels Estats Units i internacionals com a experta en la situació dels drets humans a la Xina. De la seva obra, en destaquem: Vocabulari xinès-alemany: Política i economia de la RPC (Chinesisch-deutscher Wortschatz: Politik und Wirtschaft der VR China); L’arbre fènix: Poesia taiwanesa moderna (Phönixbaum. Moderne taiwanesische Lyrik). A més a més, Martin-Liao va ser l'editora de l'antologia No Enemies, No Hatred del Premi Nobel de la Pau Liu Xiaobo. Com a presidenta de l'ICPC, Martin-Liao s'ha relacionat tant amb Liu Xiaobo i Liu Xia, poeta i parella del Nobel que es troba sota arrest domiciliari, i ha fet campanya pels seus casos. A causa del seu activisme té prohibida l'entrada a la Xina des dels anys noranta.
L'any 2017 el PEN Català li atorgà el Premi Veu Lliure, que s'atorga a un escriptor o escriptora que hagi patit o pateix persecució per les seves paraules.